# Gärdsjön, Medelpad
Gärdsjön är en sjö i Ånge kommun i Medelpad och ingår i Ljungans huvudavrinningsområde. Sjön har en area på 0,781 kvadratkilometer och ligger 381,2 meter över havet. Sjön avvattnas av vattendraget Gillån.

## Delavrinningsområde
Gärdsjön ingår i det delavrinningsområde (693797-145200) som SMHI kallar för Ovan Gammelbodbäcken. Medelhöjden är 391 meter över havet och ytan är 33,9 kvadratkilometer. Det finns inga avrinningsområden uppströms utan avrinningsområdet är högsta punkten. Gillån som avvattnar avrinningsområdet har biflödesordning 2, vilket innebär att vattnet flödar genom totalt 2 vattendrag innan det når havet efter 172 kilometer. Avrinningsområdet består mestadels av skog (87 procent). Avrinningsområdet har 0,83 kvadratkilometer vattenytor vilket ger det en sjöprocent på 2,4 procent.